# Argamasilla de Calatrava
Argamasilla de Calatrava es un municipio español de la provincia de Ciudad Real, en la comunidad autónoma de Castilla-La Mancha. Tiene una superficie de 165,94 km² con una población de 5853 habitantes (INE 2021) y una densidad de 35,25 hab/km².

## Toponimia
Se desconoce el origen del nombre de Argamasilla de Calatrava. En las Relaciones mandadas hacer por Felipe II en 1576 se dice al respecto llamarse así «por haber en algunas partes de su término algunas argamasas antiguas».
Otros autores como don Pedro de Gaona en su discurso De la Villa de Argamasilla (1585), sugiere ser nombre arábigo aunque sin aducir a razones que convenzan.

## Geografía
Integrado en la comarca de Campo de Calatrava, se sitúa a 38 kilómetros de la capital provincial. El término municipal está atravesado por la autovía Ciudad Real-Puertollano A-41, además de por la carretera nacional N-420 entre los pK 162 y 171, por la carretera autonómica CM-413, que permite la comunicación con Aldea del Rey, y por la carretera local CR-P-4116, que se dirige a Villamayor de Calatrava. 
El relieve del municipio es prácticamente llano, con cerros dispersos, a excepción de la sierra Gorda (829 metros) al norte y la zona situada más al sur donde se levantan la sierra Alta y la sierra de Calatrava, que llegan a superar los 1000 metros de altitud. Las elevaciones más destacables son los picos Peñón del Fraile (960 metros), Vallelargo (975 metros) y cerro Chaparral (1002 metros). Existen numerosos afloramientos volcánicos correspondientes a la zona geológica en que se encuentra (Zona Volcánica Central de España). El río Tirteafuera nace en el territorio en la sierra de Calatrava y lo recorre de este a oeste.
La altitud oscila entre los 1002 metros al sur (cerro Chaparral) y los 650 metros a orillas del río Tirteafuera. El pueblo se alza a 675 metros sobre el nivel del mar.
| Noroeste: Villamayor de Calatrava                    | Norte: Caracuel de Calatrava, Cañada de Calatrava y Ballesteros de Calatrava | Noreste: Almagro       |
| Oeste: Villamayor de Calatrava y Almodóvar del Campo |                                                                              | Este: Aldea del Rey    |
| Suroeste: Almodóvar del Campo y Puertollano          | Sur: Puertollano                                                             | Sureste: Aldea del Rey |

## Historia

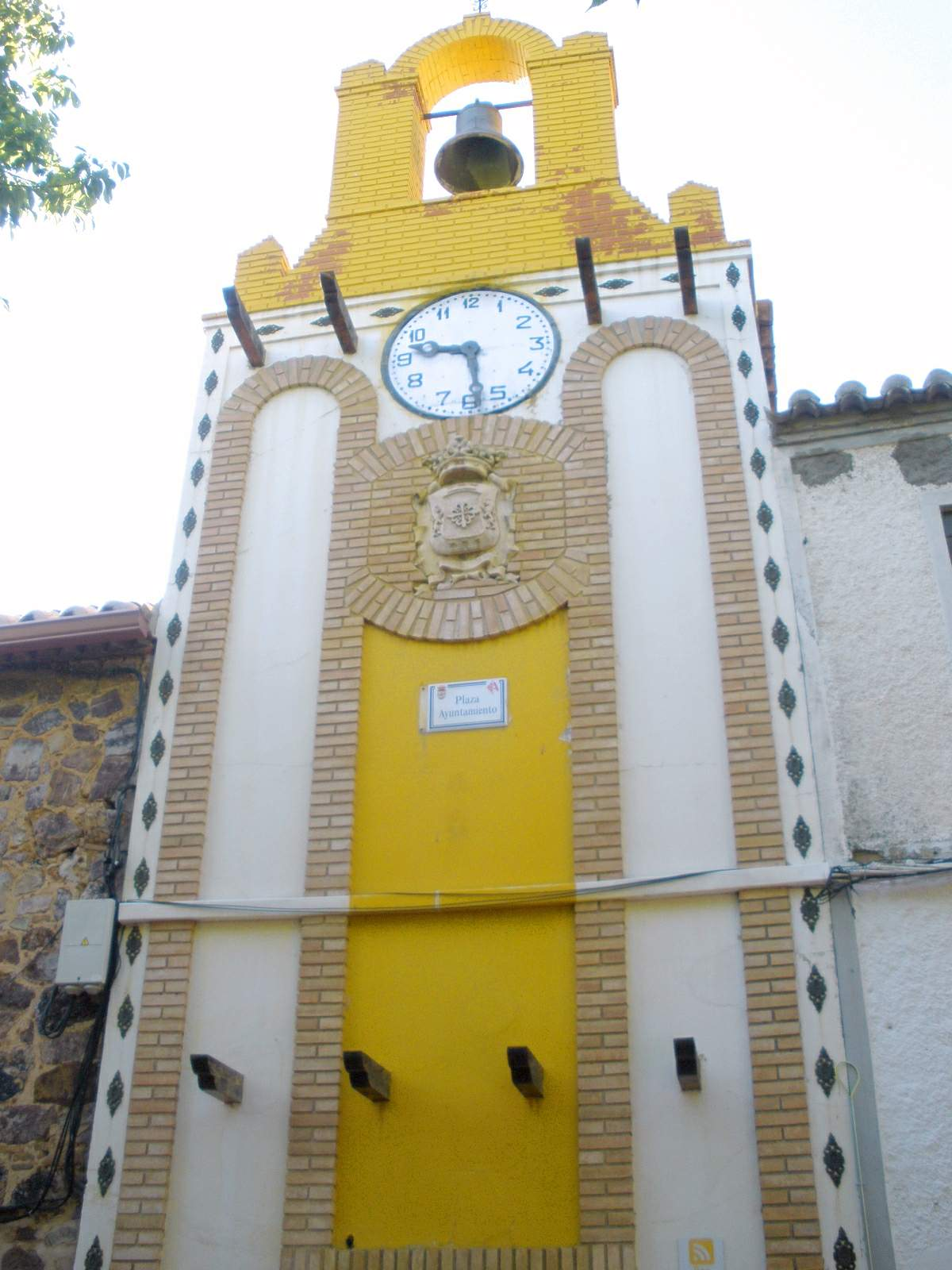
Reloj de la plaza del Ayuntamiento

Esta población comienza a poblarse en la época del Paleolítico, en el paraje denominado como laguna Blanca. En el valle del Turruchel y en dicha laguna también se han encontrado restos de la Edad de Hierro y construcciones de argamasas romanas.
En la zona del Turruchel se encuentra una tumba megalítica fechada en la Edad del Bronce, denominada Sala de los Moros.
También existen vestigios en el casco urbano de la villa dejados por romanos y visigodos, aunque con toda seguridad se puede afirmar que este pueblo, que en sus comienzos fue un pequeño fuerte, en cuyo abrigo se asentaron los primeros pobladores se fundó con posterioridad a la Batalla de las Navas de Tolosa (1212) alrededor de un torreón del que actualmente no quedan vestigios. Tras esta batalla la Orden de Calatrava se asentó en la zona.
En 1216 se trasladó en el maestrazgo al Sacro Convento, en Aldea del Rey, próximo a Argamasilla y debió ser entonces cuando se creará un núcleo de asentamiento dentro de la política general de poblamiento llevada a cabo por la Orden. Figura ya su nombre como Encomienda y también incorporada a la Obrería de Calatrava a principios del siglo XIV.
La Justicia y Regimiento de la Villa los venía ejerciendo el Consejo con los Alcaldes, uno Hijosdalgo y otro de Pecheros, y varios Regidores perpetuos. Felipe II en el 1566 suprimió la jurisdicción civil y criminal en primera instancia a los pueblos y dividió los partidos en Alcaldías Mayores; Argamasilla pasó a depender en ello del Alcalde Mayor de Almodóvar del Campo.
En el siglo XIV Argamasilla está definitivamente formado como pueblo perteneciendo al Reino de Castilla. Entre 1305 y 1313 aparece segregada la encomienda de Argamasilla de Almagro, constituyendo con Villamayor la llamada Obrería de la Orden, por expreso mandato de la Orden de Calatrava.
A finales del siglo XIV y principios del XV se construye la iglesia, anteriormente llamada de Santa María la Mayor y actual Parroquia.
En el siglo XVI, la población fue creciendo notablemente alcanzando la cifra de 600 vecinos, se construye entonces la ermita de los Santos Mártires, existiendo ya la ermita de San Sebastián en donde hoy se encuentra la de la Virgen del Socorro y las ermitas de Nuestra Señora de la Esperanza y la de San Cristóbal, ambas fuera del pueblo. La villa disponía de dos alcaldes nombrados por Felipe II, Pedro de Balbuena y Juan Pérez, uno gobernaba a los villanos y otros a los hidalgos.

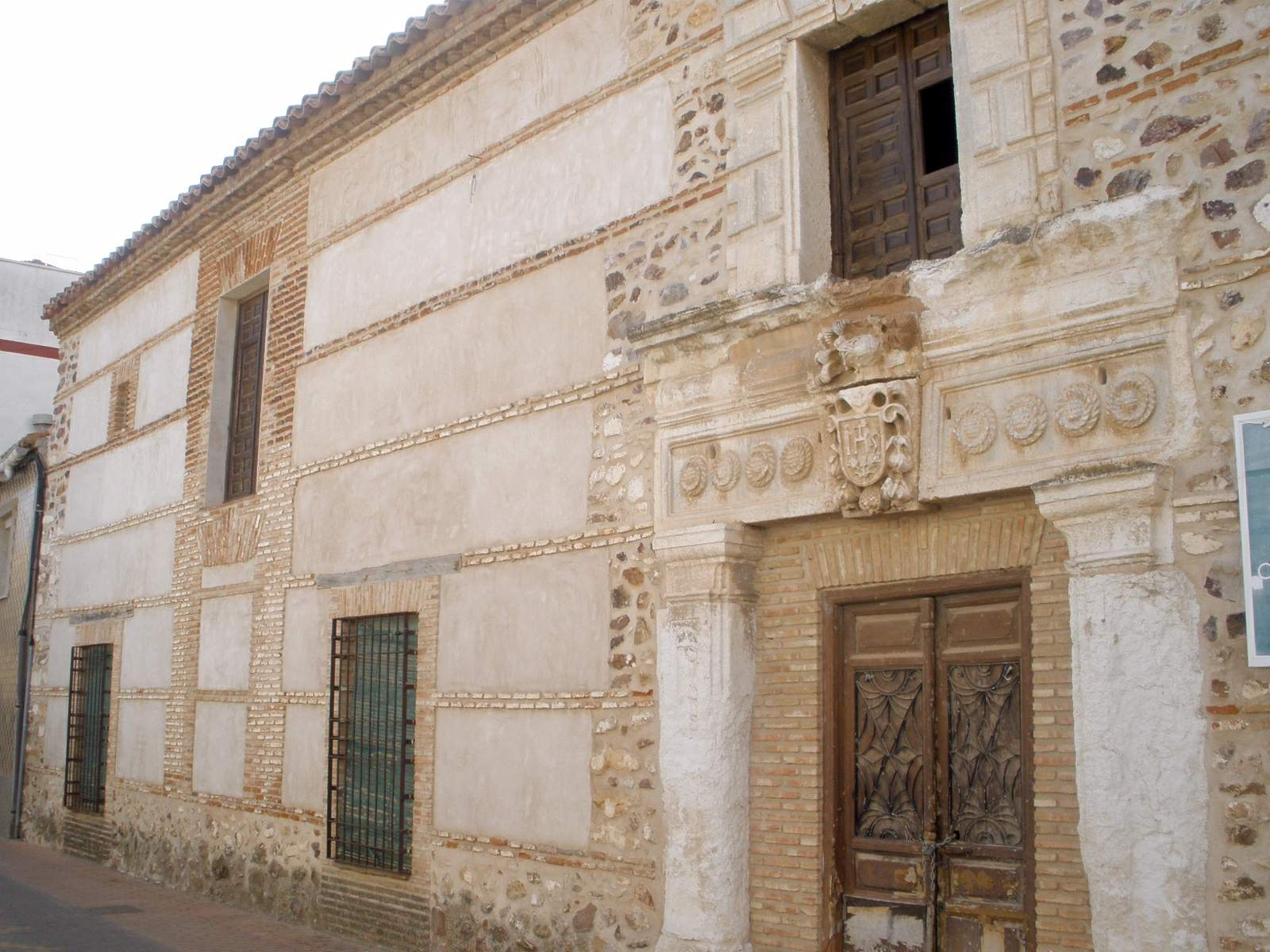
La antigua Casa de la Inquisición

En 1564 se crea el partido de Almodóvar del Campo y Argamasilla se incorpora dentro del mismo perdiendo su antigua independencia, recobrándola posteriormente en el año 1588 previo pago de 5200 ducados.
Durante el siglo XVII Argamasilla sufrió un periodo de crisis debido a varias causas: la emigración a América, la escasez de brazos que trabajasen en el campo, la expulsión de los moriscos, los salarios de los oficios de justicia, el pago de obligaciones urgentes, la creación del Pósito. La despoblación llegó hasta tal punto que la villa contó en el año 1652 con tan solo 150 vecinos, año en que la iglesia Parroquial tomó el nombre de nuestra Señora de la Visitación.
En el 1746 Argamasilla tuvo todos sus bienes concursados debido a que no podía hacer frente a los réditos que sobre sus bienes gravaban, para salir de esta situación se vieron obligados a pedir autorización para la creación de arbitrios (tributos municipales de carácter extraordinario) por espacio de 10 años para poder atender los gastos más precisos del Concejo. En los años siguientes recobró de nuevo el prestigio recuperando su perdida prosperidad, concediéndole el Estado secular de 1753.
Don Francisco Gascón Bueno, historiador puertollanense, nos describe en su obra La villa de Argamasilla de Calatrava a finales del siglo XVIII la situación de Argamasilla de 1785 a través de los escritos realizados por el sacerdote de la villa durante esta época, D. Pedro de Gaona, donde comenta que es villa de señorío de las Órdenes y Campo de Calatrava, como Gran Maestre de todas las militares en virtud de bulas Pontificias y que se componía de 350 vecinos.
D. José de Hosta autor de Crónica de la Provincia Ciudad Real (1865), nos dice que la villa tenía 2149 habitantes, existiendo 350 casas de uno y dos pisos, distribuidas en una plaza bastante espaciosa y doce calles empedradas, pero mal conservadas: la casa del ayuntamiento, reedificada en 1776 donde el antiguo pósito servía de cárcel. El terreno de su término municipal es llano, de miga y secano, pero tiene algunas huertas regadas por medio de norias, alcanzándose algo de la cordillera de Puertollano. Los caminos del pueblo a pueblo son todos carreteros pero mal cuidados y que entre los cultivos que se realizan están el trigo candela, cebada, centeno, garbanzos, judías, legumbres, vino y algo de aceite, manteniéndose en él ganado lanar, cabrío, vacuno y de cerda, y abundando en caza mayor y menor, animales carnívoros, víboras, alacranes y tarántulas. En el pueblo hay varias tiendas, tahonas, dos molinos de aceite y algunos otros establecimientos y las mujeres se dedican a la elaboración de blondas para la fábrica de Almagro.

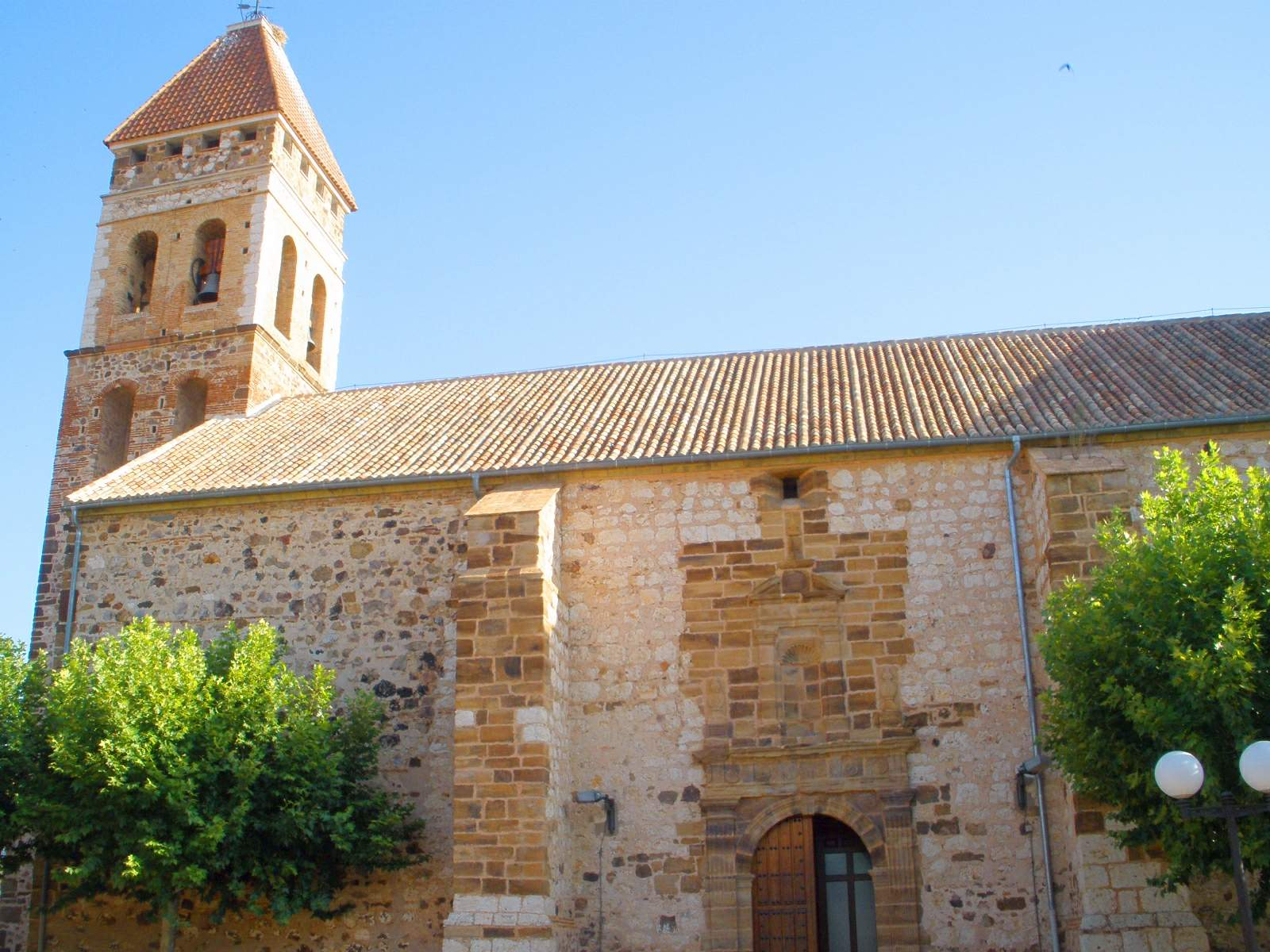
Iglesia parroquial de la Visitación de Nuestra Señora

Otro de los acontecimientos desafortunados en la historia de esta villa fue la quema de los archivos municipales realizados durante la noche del 7 al 8 de mayo de 1898, tomando como achaque la subida del impuesto de consumos, que fue mal recibida por la población ya que se atravesaba por un mal momento económico. Debido a ello el pueblo se amotinó (especialmente sus mujeres) y asaltó el Ayuntamiento y el Juzgado con el Registro Civil, arrojando por los balcones a la Plaza Pública muebles, cuadros, ventanas, cortinas y cuantos documentos y libros allí había, haciendo una gran hoguera con todo ello mientras se perseguía al alcalde que pudo salvar la vida huyendo por tejados y bardas. A todo esto hay que añadir la destrucción sufrida 38 años después, durante el inicio de la Guerra Civil, donde se destruyeron imágenes (entre ellas la de su Patrona), altares y ornamentos. Estos dos acontecimientos dejaron a Argamasilla sin la mayor parte de su patrimonio histórico y artístico.
El secretario que había en 1898 se mostró muy activo en recomponer la marcha administrativa del arrasado Ayuntamiento; se llamaba D. Heliodoro Peñasco; y unos años después, en 1913, destituido de su cargo y capitaneando un radicalismo feroz contra el conservadurismo local, -jaleado como «caciquismo»-, fue brutalmente asesinado; ello dio triste notoriedad a Argamasilla por el hecho en sí y por los dos juicios, celebrados ante jurado en los que no se pudo probar la culpabilidad de la, por muchos pregonada, inducción al crimen. Desde 1931 es titular de una calle en esta villa.

### Personajes históricos
- Juan de Céspedes. Nació en Argamasilla de Calatrava, en el año 1501, siendo sus padres D. López de Céspedes y Da María Ruiz, hidalgos notorios con parentela en Alcolea y Almodóvar. Luchó muy joven contra los comuneros. Marchó a América en 1521 a las órdenes primero del Adelantado Rodrigo de Bástidas, después con Pedro Fernández de Lugo y ya definitivamente con el gran conquistador Gonzalo Jiménez de Quesada. Juan de Céspedes obtuvo cargos, honores y títulos: encomiendas, alcalde mayor de Santa Fe, regidor de Tunja, procurador general, mayordomo del Gobierno, capitán General de Santa María, Justicia mayor del Nuevo Reino de Granada. Fue explorador, conquistador, colonizador, político y seguramente la personalidad más relevante después de Gonzalo Jiménez de Quesada en el Reino de Nueva Granada. No tuvo suerte en sus aspiraciones personales en la última etapa de su vida.
- Pedro Gaona de la Calle. Teniente de Cura. Autor de Discurso y Demostración Histórico-Cronológica en contestación al «Interrogatorio» del Cardenal Lorenzana. Posiblemente natural de Argamasilla.
- Pedro Montero de la Calle. Capitán del ejército. Natural de Argamasilla, acaudalado personaje, que hizo fortuna en América, realizando importantes donaciones a la iglesia.
- Pascual Contreras. Natural de Argamasilla. Hizo también fortuna en América, falleciendo en aquel continente.
- Juan y Esteban Trujillo y Molina. Hermanos y de una familia de las distinguidas; el primero fue capitán de los Reales Galeones de Indias, fundó una Capellanía en la Parroquia. Y se retiró a Sevilla. El segundo fue del Hábito de San Juan, sirvió durante muchos años al Rey en su Marina y después para su retiro S.M. lo hizo Gobernador de las Islas de Canarias, donde murió.
- Gerónimo Ruiz de Molina. Capitán del Ejército de S.M., se retiró a esta Villa donde falleció, siendo uno de sus Regidores perpetuos.
- Pedro Rodríguez de Céspedes. Vecino y natural de esta villa, de origen humilde, sirvió a Felipe V, como soldado raso, subiendo de grado por méritos propios se retiró de Capitán de Caballería, S.M. le nombró Gobernador de Peñiscola en donde sirvió algunos años, viniendo a morir a su patria.
- Lorenzo Velázquez. Cura vicario de Aranaca en las Indias del Perú, desde donde por su muerte y testamento comisionó a los Padres de la Compañía de Jesús de la ciudad de Trujillo, para que recogiesen su herencia y se realizasen diferentes obras de caridad en su localidad natal.
- Doctor Francisco de Rivera. Visitador General de la Orden de Calatrava.
- José Canadas Mazoteras. Pintor. Nacido en Argamasilla en 1933. Licenciado en la Escuela Superior de Bellas Artes de Santa Isabel de Hungría, de Sevilla. Premiado en infinidad de ocasiones y gran cantidad de exposiciones tanto individuales como colectivas.
- Vicente Rubio Villajos. Pintor y fotógrafo. Nacido en Argamasilla de Calatrava en 1902. Hijo del fotógrafo.
- José Cortés Caminero Shule. Pintor y escultor. Nacido en Argamasilla en 1956. Se define como autodidacta, aunque ha realizado estudios en la Escuela de Artes y Oficios de Ciudad Real. Premiado en multitud de ocasiones, cabe destacar el Premio BMW en 1994, que le dio proyección nacional.
- Agustín López. Monje cisterciense nacido en Argamasilla de Calatrava, tradujo el De consolatione Philosophiae de Boecio con el título de Boecio de consolación (Valladolid, 1598 y 1604), con anotaciones propias y dos tratados añadidos: Ejemplos de fortaleza y De los peligros de las dignidades y daños de la ambición.
- Heliodoro Peñasco Pardo. Secretario del Ayuntamiento de Argamasilla de Calatrava de 1897 a 1911. Nacido en Aldea del Rey en 1870 y asesinado de un tiro el 24 de marzo de 1913.
- Daniel Rubio Sánchez. Nacido en Argamasilla de Calatrava el 20 de abril de 1883, fue un arquitecto español activo durante las primeras décadas del siglo XX.
- Amancio Carnero Moya. Nacido en Argamasilla de Calatrava. Es Biólogo por la Universidad de Granada y Doctor en Ciencias por el departamento de Biología Molecular de la Universidad Autónoma de Madrid en 1994. Después de investigar en Nueva York y Londres en el 2001 volvió a España (CNIO) donde se hizo cargo del Grupo de Desarrollo de Ensayos donde continuó su labor investigadora. En septiembre del 2009 tomó posesión de su puesto de Investigador Responsable del Instituto de Biomedicina de Sevilla (Consejo Superior de Investigaciones Científicas) donde dirige el laboratorio de Biología Molecular del Cáncer.[7] En junio de 2010 fue premiado con la segunda edición de la Beca Fero.[8] Fue pregonero de las fiestas locales del año 2008.[9]
- David García Almansa. Es un joven piloto de motociclismo, que ha debutado en el mundial de motoGP en la categoría de Moto 3, en Gran Premio de la Comunidad Valencina, el 6 de noviembre de 2022.[10]

## Administración y política
| Periodo   | Nombre                       | Partido |
| --------- | ---------------------------- | ------- |

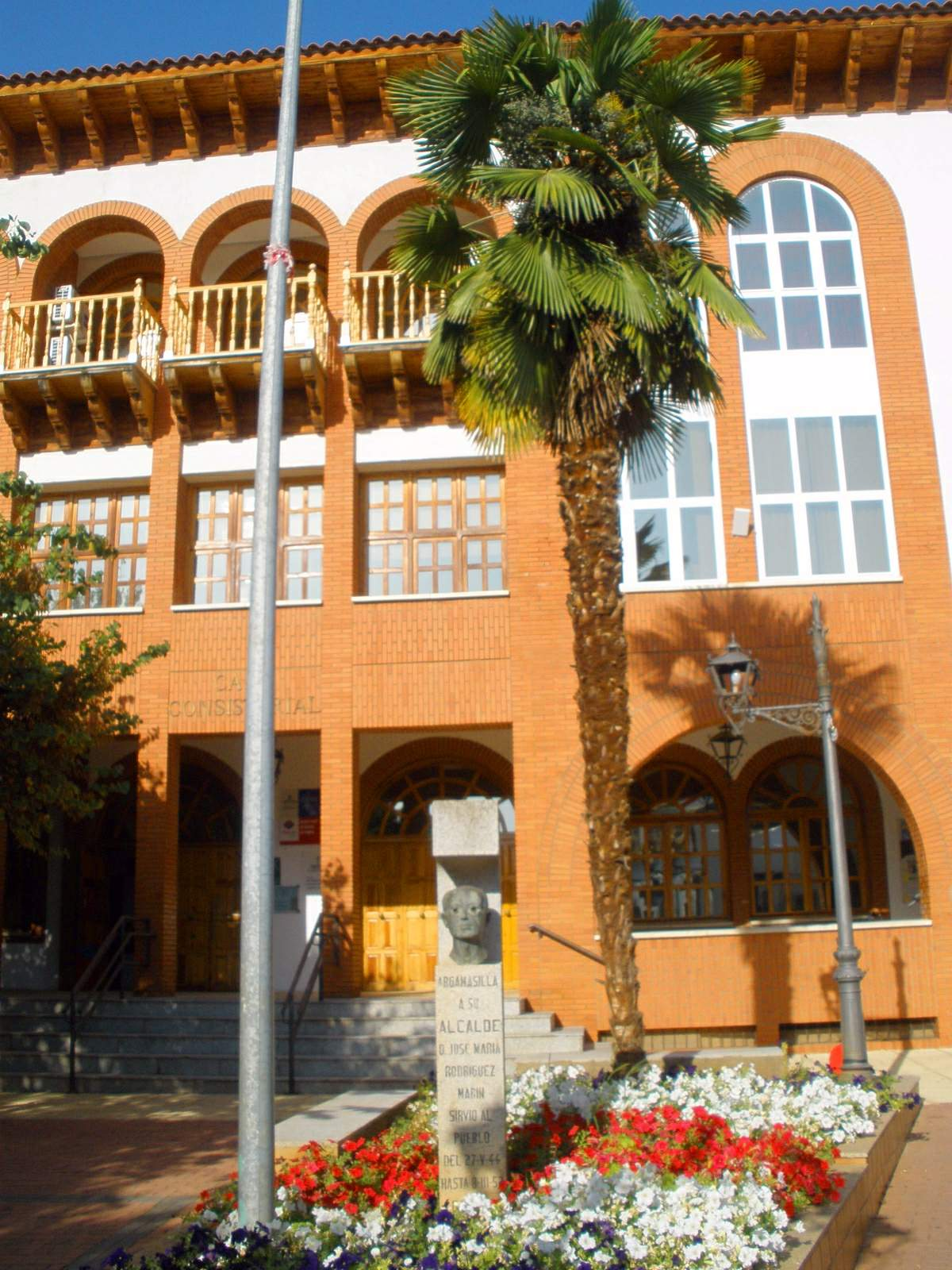
Ayuntamiento de Argamasilla de Calatrava. En el primer plano, el monumento al alcalde José María Rodríguez Marín

| 1979-1983 | Antonio Rodríguez Daimiel †  | UCD     |
| 1983-1987 | Antonio Rodríguez Daimiel †  | API     |
| 1987-1991 | Rafael Rodríguez Pérez       | PSOE    |
| 1991-1995 | Rafael Rodríguez Pérez       | PSOE    |
| 1995-1999 | María Luisa Piedrabuena León | PP      |
| 1999-2003 | Fernando Calso Fernández     | PSOE    |
| 2003-2007 | Fernando Calso Fernández     | PSOE    |
| 2007-2011 | Fernando Calso Fernández     | PSOE    |
| 2011-2015 | Jacinta Monroy Torrico       | PSOE    |
| 2015-2019 | Jacinta Monroy Torrico       | PSOE    |
| 2019-2023 | Jacinta Monroy Torrico       | PSOE    |
| 2023-act. | Jesús Manuel Ruiz Valle      | PSOE    |

## Demografía
Argamasilla de Calatrava cuenta con una población de 5802 habitantes (INE 2024).
| Gráfica de evolución demográfica de Argamasilla de Calatrava entre 1842 y 2021                                      |
| |
| Población de derecho según los censos de población del INE Población de hecho según los censos de población del INE |

| 5819                      | 5710 | 5510 | 5472 | 5369 | 5374 | 5772 | 5941 | 6018 | 6013 | 5993 |
| (Fuente: INE [Consultar]) |      |      |      |      |      |      |      |      |      |      |

## Cultura

### Fiestas
- San Antón: 17 de enero
- Santos Mártires (Quirico y Julita): 16 de junio su festividad y 29 de enero Santo Voto de la villa a los dos santos. Se elabora una comida popular, un guiso a base de patatas y bacalao.
- La Candelaria: 2 de febrero
- San Blas: 3 de febrero
- Carnaval: Gran raigambre en la localidad. Se celebra del fin de semana de Carnaval al siguiente fin de semana o Domingo de Piñata.
- Día del Ángel: 1 de marzo
- Semana Santa: entre finales de marzo y principios de abril. Gran tradición. Gran auge, participación y enriquecimiento de pasos y ornato desde los 90 a la actualidad.
- Día del Hornazo: Domingo de Pentecostés. Se sale al campo a degustar el típico hornazo
- Día de la Esperanza: Romería que se celebraba el lunes de Pentecostés
- San Isidro: 15 de mayo (fiesta local)
- Corpus Christi: principios de junio.
- San Juan: 24 de junio
- Jornadas Rabaneras: finales de junio. Con origen en un Mercado Cervantino, para celebrar el IV Centenario del Quijote en 2005, feria de muestras de productos, artesanía, colecciones, tradiciones y diferentes expresiones lúdicas y artísticas de la localidad celebrada en las calles del centro urbano.
- Virgen del Carmen: 16 de julio
- Virgen del Socorro: Del 7 al 9 de septiembre se celebran las fiestas patronales bajo la advocación de la Virgen del Socorro